# مارية دو كارمو ألفيس
مارية دو كارمو ألفيس (من مواليد 23 أغسطس 1941) سياسية من البرازيل. مثلت سيرجيبي في مجلس الشيوخ الاتحادي منذ عام 1999. وهي عضو في حزب الديمقراطيين.
صوتت لصالح إقالة ديلما روسيف.